# 감성초등학교
감성초등학교는 대한민국 세종특별자치시가 교육기본법에 따라 설치한 초등학교이다.

## 학교 연혁
- 1945. 04. 01 금남국민학교 감성분교장 인가
- 1949. 09. 30 감성국민학교로 승격 개교
- 1981. 03. 01 병설유치원 개원
- 1996. 03. 01 감성초등학교로 개칭
- 2001. 11. 09 연기교육청 지정 학력 신장 시범학교 운영 보고회
- 2002. 12. 11 과학,정보교육 우수학교 표창(교육감)
- 2003. 12. 11 환경교육 우수학교 표창(교육감)
- 2004. 04. 01 연기교육청 지정 방과후 교실 연구학교 지정
- 2004. 07. 30 교육교실 및 보건실 현대화 사업 추진
- 2006. 12. 01 과학교육 우수학교 표창
- 2007. 01. 03 충청남도교육청 지정 특별활동 연구학교(1/2)
- 2007. 12. 17 바르게살기 학생동아리 활성화 표창(교육감)
- 2008. 07. 01 도지정 교육과정(특별활동)연구학교 보고회(2/2)
- 2009. 05. 07 2009 학교교육과정 평가 우수교 표창(교육장)
- 2009. 10. 20 군지정 교육과정(유.초 연계교육) 시범학교 보고회
- 2009. 12. 23 2009 디지털자료실 독서표현 활용 실적 우수교 표창(교육감)
- 2010. 12. 30 2010 학력증진목표관리제 우수교 표창(교육감)
- 2011. 05. 09 2011 계획단계 학교교육과정 우수학교 표창(교육감)
- 2011. 10. 17 2011 100대 학교교육과정 우수학교 표창(교육감)
- 2013. 03. 01 세종시교육청 행복배움터특성화사업 공모 당선
- 2014. 07. 11 2014 실천단계 교육과정 우수학교 표창(교육감)
- 2015. 12. 31 2015 학교폭력예방 우수학교 표창(교육감)
- 2016. 09. 23 생활원예중앙경진대회 학교학습원분야 최우수상(농림축산식품부장관상)
- 2017. 02. 15 제67회 졸업(15명), 총 4,356명
- 2017. 03. 01 7학급 편성(초등6, 특수1), 병설유치원 1학급
- 2017. 03. 02 다문화 정책학교, 수학 나눔학교, 나라사랑 창의체험학교 선정·운영
- 2018. 01. 05 제68회 졸업(7명), 총 4,363명
- 2018. 03. 017학급 편성(초등6, 특수1), 병설유치원 1학급

## 참고 자료
- 감성초등학교 - 한국교육학술정보원 학교알리미